# 4392 Agita
4392 Agita eller 1978 RX5 är en asteroid i huvudbältet som upptäcktes den 13 september 1978 av den rysk-sovjetiske astronomen Nikolaj Tjernych vid Krims astrofysiska observatorium på Krim. Den har fått sitt namn efter Agita Tarasova.